# Carlos Búrigo
Carlos Antônio Búrigo (Bom Jesus, atual São José dos Ausentes, 5 de julho de 1964) é um político e economista filiado no Movimento Democrático Brasileiro (MDB).

## Biografia
Carlos Búrigo nasceu no terceiro distrito de Bom Jesus, local que mais tarde seria emancipado para virar São José dos Ausentes. Quando adolescente, ajudou sua família na produção rural, depois se formou em ciências contábeis pela Universidade do Vale do Rio dos Sinos e começou sua vida profissional nos setores bancários e calçadistas do Vale dos Sinos.Búrigo é casado com Danusa Liége, possui desse casamento dois filhos: Larissa e Felipe.

## Carreira política

### Secretário em São José dos Ausentes (1993-1996)
Búrigo entrou na política após a emancipação de São José dos Ausentes, sendo Secretário de Administração e Chefe de Gabinete na gestão de Aldir Rovares, primeiro prefeito do novo município. Se desincompatibilizando do cargo a fim de disputar eleições.

### Prefeito de São José dos Ausentes (1997-2005)
Em 1996, foi eleito Prefeito de São José dos Ausentes com 1.125 votos e foi reeleito com 1.808 votos em 2000. Em sua gestão teve o crescimento dos indicadores econômicos e sociais do município, no entanto, foram abaixo da média nacional e da região.
Como Prefeito, foi Presidente da Associação dos Prefeitos da Região das Hortênsias, Vice-presidente da Corede Serra e Presidente do Consórcio de Turismo dos Campos de Cima da Serra.

### Secretário de Finanças de Caxias do Sul (2005-2014)
Após seu mandato como Prefeito, foi convidado pelo Prefeito José Ivo Sartori para chefiar a Secretaria da Fazenda de Caxias do Sul. Em sua gestão como Secretário, focou em preservar a responsabilidade fiscal do município e captar recursos para obras de saúde e infraestrutura.
Continuou nos dois primeiros anos da gestão Alceu Barbosa Velho, porém saiu para coordenar a campanha de José Ivo Sartori ao governo do Rio Grande do Sul em 2014.

### Secretário de Planejamento do Rio Grande do Sul (2015-2018)
Com a vitória de José Ivo Sartori, Carlo Búrigo assumiu o cargo de Secretário estadual de Planejamento, focando sua gestão no ajuste fiscal. Apresentando a lei da responsabilidade fiscal estadual, a lei da previdência complementar e coordenando projetos de recuperação de recursos e apresentação de resultados.
A fim de disputar as eleições de 2018, Búrigo se desincompatibilizou do cargo de Secretário de Planejamento, sendo sucedido por Josué Barbosa.

### Primeiro mandato como deputado estadual
Na eleição de 2018, recebeu 34.322 votos, sendo eleito o primeiro suplente de deputado estadual do MDB. Com a nomeação de Juvir Costella para virar secretário de transportes na Gestão Leite, Carlos Búrigo foi convocado como suplente, mais tarde virando titular com a renúncia de Sebastião Melo para assumir a Prefeitura de Porto Alegre.

### Candidatura à prefeitura de Caxias do Sul
Com o apoio de Sartori, Carlos Búrigo se candidatou a Prefeito de Caxias do Sul, porém conseguiu 21.808 votos, representado apenas 9,85% dos votos, perdendo no primeiro turno, subsequentemente apoiando Adiló Didomênico do PSDB no segundo turno.

### Segundo mandato como deputado estadual
Nas eleições de 2022, recebeu 33.611 votos, ficando como segundo suplente do MDB. Com a indicação de Beto Fantinel para o cargo de Secretário de Assistência Social, Búrigo continuou com cadeira na Assembleia Legislativa do Estado do Rio Grande do Sul, entrando no seu segundo mandato como deputado estadual.

## Desempenho em eleições
| Ano  | Eleição                            | Partido | Candidato a       | Votos  | Resultado  | Ref.   |
| ---- | ---------------------------------- | ------- | ----------------- | ------ | ---------- | ------ |
| 1996 | Municipal de São José dos Ausentes | PMDB    | Prefeito          | 1.125  | Eleito     | [ 3 ]  |
| 2000 | Municipal de São José dos Ausentes | PMDB    | Prefeito          | 1.808  | Eleito     | [ 4 ]  |
| 2018 | Estadual no Rio Grande do Sul      | MDB     | Deputado Estadual | 34.322 | Suplente   | [ 11 ] |
| 2020 | Municipal de Caxias do Sul         | MDB     | Prefeito          | 21.809 | Não eleito | [ 15 ] |
| 2022 | Estadual no Rio Grande do Sul      | MDB     | Deputado Estadual | 33.611 | Suplente   | [ 18 ] |